# 考托瑙·贝洛

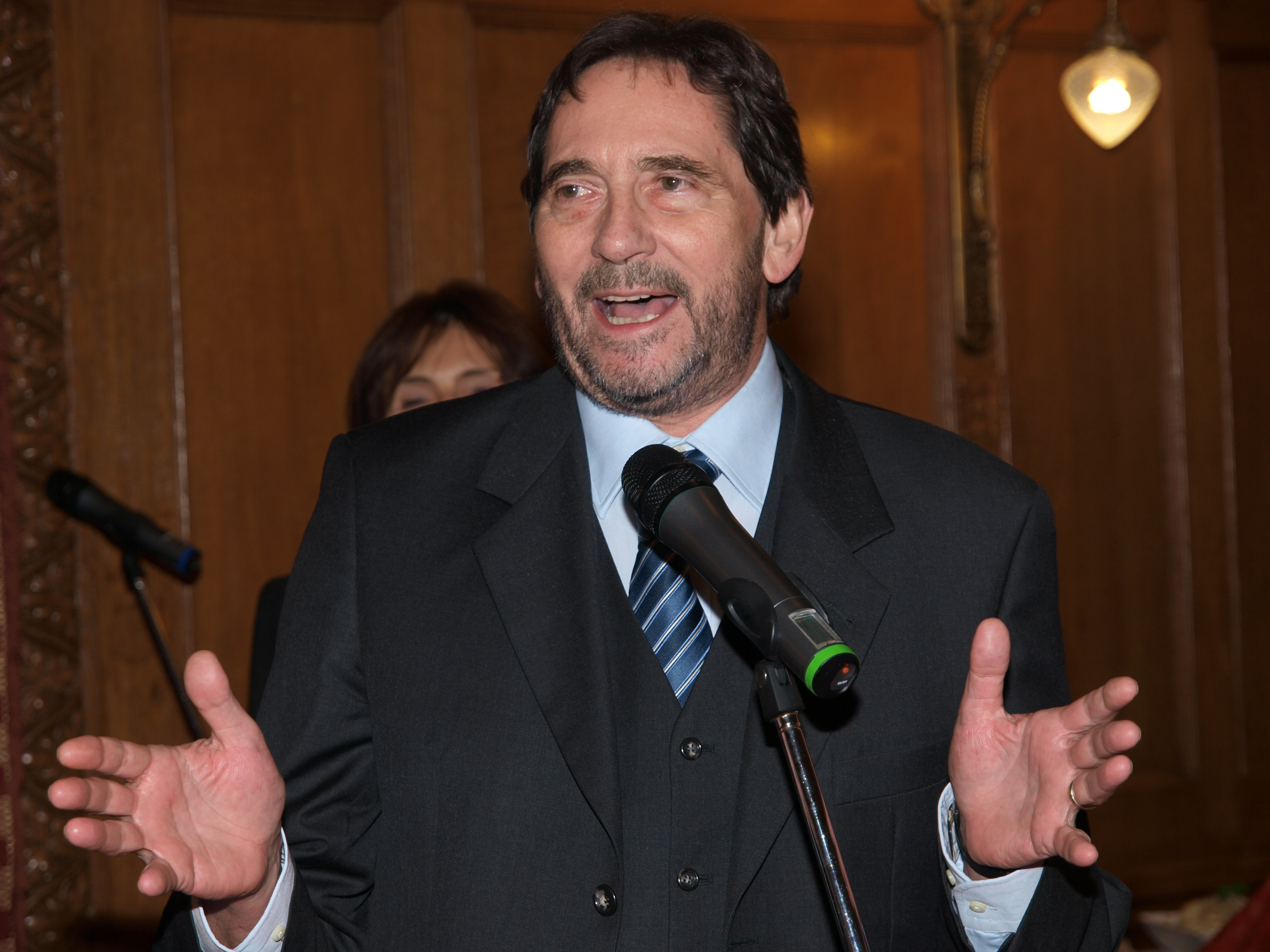

考托瑙·贝洛（匈牙利語：Katona Béla；1944年2月9日—），匈牙利政治人物，匈牙利社会党人。2009年9月15日至2010年5月14日，担任匈牙利国会主席。

## 生平
考托瑙生于首都布达佩斯，2009年9月14日，匈牙利国会举行选举，考托瑙当选国会主席。